# Clementina Arderiu i Voltas
Clementina Arderiu i Voltas (Barcelona, 6 de juliol de 1889 - 17 de febrer de 1976) va ser una poeta catalana. Influïda per la poesia popular catalana, Josep Carner i Joan Maragall, va ser autora dels llibres Cançons i elegies (1916), Sempre i ara (1946), que va guanyar el premi Joaquim Folguera, És a dir (1959) i L'esperança encara (1969), entre d'altres.
En els seus poemes es pot trobar la influència de Josep Carner, així com del seu marit, Carles Riba. La seva és una poesia molt treballada, en què dominen temes com la fe, l'amor, l'alegria, la condició femenina o la mort, entre d'altres. Es considera que els seus poemes tendeixen a una idealització de la vida quotidiana. Va ser creadora de goigs, igual que Jacint Verdaguer o Joan Maragall, entre d'altres. L'obra dels seus inicis pot inscriure's dins el moviment noucentista, que supera amb posterioritat amb la incorporació de nous elements.
Va formar part del cercle de dones intel·lectuals i artistes de la pintora russa Olga Sacharoff a Catalunya, entre les quals hi havia les pintores Soledad Martínez, Marie Laurencin, Dagoussia i Ángeles Santos, les escultores Lluïsa Granero i Maria Llimona, o l'escriptora Elisabeth Mulder.

## Família
Clementina Arderiu era filla d'una família d'argenters pel costat patern i d'origen rural pel matern. Es va casar amb Carles Riba i Bracons i és mare d'Oriol Riba.
És àvia de Pau Riba, Carles Riba i Romeva i Mercè Riba i besàvia de Caïm Riba. Va ser consogra de Pau Romeva i jove d'Antoni Riba.

## Biografia

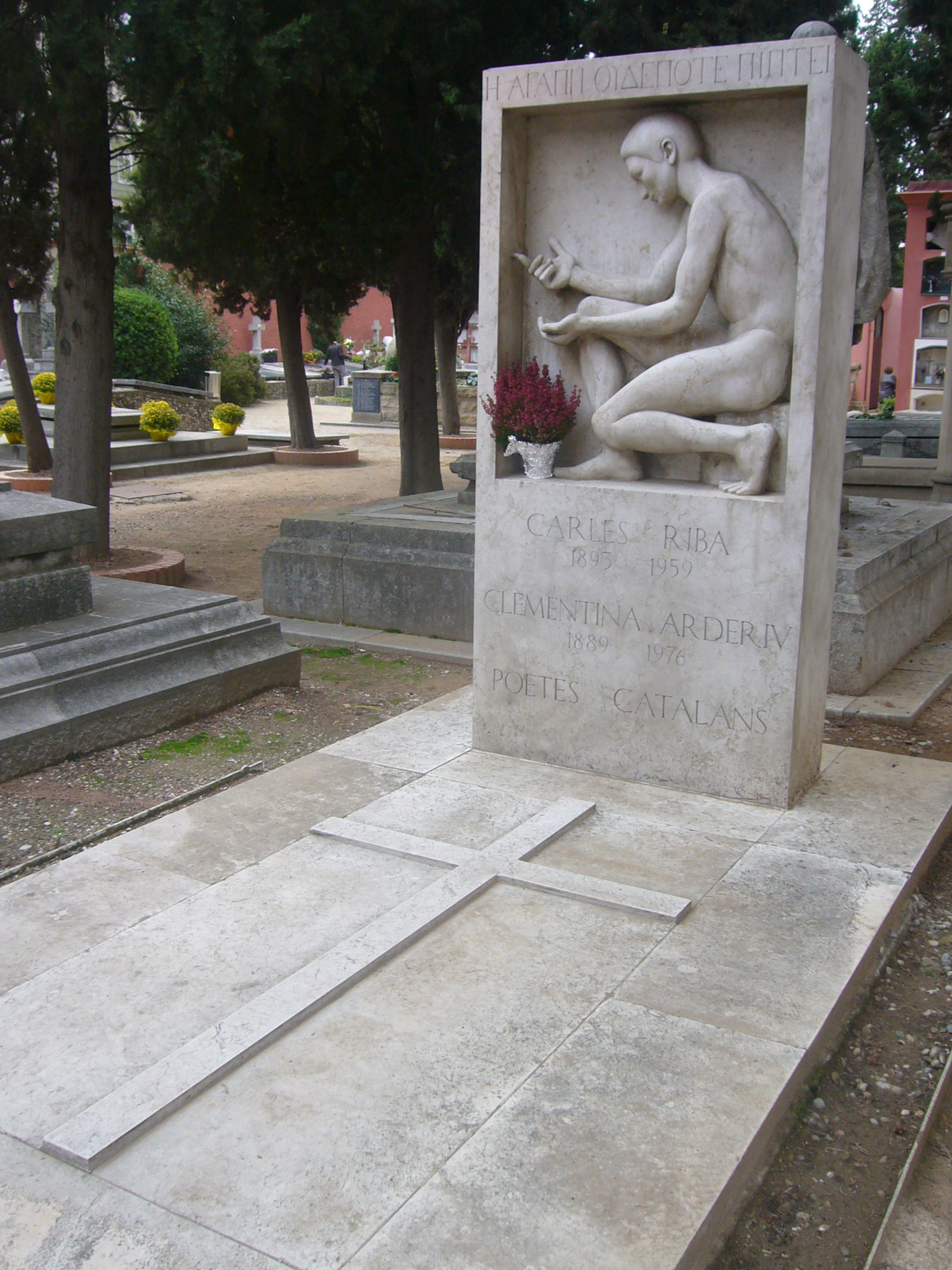
Tomba de Clementina Arderiu i Carles Riba al cementiri de Sarrià

Alhora que estudiava idiomes, música i piano, aprengué l'ofici familiar. Gran afeccionada a la lectura, llegia des dels clàssics fins als contemporanis francesos, anglesos, italians, castellans i, naturalment, catalans. Segons la crítica, el noucentisme de Carner, els ressons maragallians i la cançó popular o culta són les influències que més es trasllueixen en la seva obra.
Casada el 1916 amb Carles Riba, la relació amb el poeta va impulsar definitivament la seva dedicació a la literatura. Clementina va publicar el primer poema el 1911 i el 1912 guanyà la flor natural als jocs florals de l'Agrupació Excursionista Déu i Pàtria. Va ser en aquesta ocasió que va conèixer Carles Riba, que amb dos altres joves, Josep Maria de Sagarra i Lluís Valeri, començà a freqüentar la botiga Arderiu del carrer Avinyó.
L'Antologia de poetes catalans d'avui de L'Avenç (1913) va incloure alguns poemes de Clementina, i Alexandre Plana també n'inclogué a l'Antologia de poetes catalans moderns (1914), però la poesia arderiuana es va consolidar amb dos poemaris: Cançons i elegies (1916) i L'alta llibertat (1920). Joaquim Folguera (1919) la qualificà de ser «un cas puríssim d'emoció literària: elegíaca sense feblesa, amorosa sense follia, joiosa sense esclat, pia sense torbació». El matrimoni Riba-Arderiu s'instal·là al barri del Putxet i al llarg dels anys 20 va viatjar per Itàlia, Alemanya, França i Grècia. Són els anys del naixement dels tres fills (Oriol, Eulàlia i Jordi) i l'empremta d'aquesta dècada pot resseguir-se al poemari Cants i paraules (1936).
Durant la guerra, per fidelitat als seus ideals i a les persones de l'Escola de Bibliotecàries que depenien de Riba, el matrimoni no va voler marxar de Barcelona. El 1938 Clementina obtingué el Premi Folguera per Sempre i ara, que no es publicaria fins al 1946. Quatre dies abans que la ciutat fos ocupada pels nacionals, els Riba-Arderiu van emprendre el camí cap a l'exili en el mateix cotxe on anava Pous i Pagès. Visqueren quatre anys a França, però, finalment, decidiren viure l'exili a l'interior i tornaren a Catalunya el 1943. Des de llavors, el seu pis del carrer de la República Argentina va esdevenir un dels llocs on s'aplegava la resistència cultural al règim.
Nou anys després, Clementina Arderiu publicà Poesies completes (1952). El 1955 el matrimoni va viatjar de nou a l'Alemanya Federal i la Gran Bretanya. Aquests viatges inspiren els poemes d'És a dir (1959), llibre al qual li foren atorgats dos premis: el Premi Óssa Menor (1958) i el Premi Lletra d'Or (1960). Participà amb Riba als congressos poètics de Segòvia (1952), Salamanca (1953) i Santiago (1954); també intervingué en les Conversaciones Poéticas de Formentor el 1959. Però aquell any esdevingué la mort del poeta i Clementina es va retirar de tota activitat pública.
El seu últim poemari, L'esperança encara, va aparèixer el 1969, i el 1973 l'edició de l'Obra poètica. Encara el 1985 Maria Mercè Marçal va editar el volum antòlogic Contraclaror, precedit d'un estudi complet sobre la seva obra. Clementina va morir el 17 de febrer de 1976. Va deixar un llegat en el qual «vida i poesia conflueixen en un mateix acte de creació» (Molas, 1969), en què es fa visible la problemàtica d'una dona encarada «a l'arquetip femení socialment imposat» i «a un desig de llibertat, de bastir una identitat pròpia, de trencar els límits que aquest mateix arquetip defineix» (Marçal, 1989), i en definitiva el testimoni de l'aventura de ser poeta i dona alhora, una dona «feta amb la suavitat de la porcellana i el tremp del roure» (Roig, 1972).

## Fons personal
El seu fons personal es conserva a l'Arxiu Nacional de Catalunya. La documentació va ingressar a l'ANC en virtut del conveni de cessió signat el 12 de novembre de 1992 entre els germans Riba i Arderiu, hereus legals del fons, i la Generalitat de Catalunya. De mans seves procedeixen els ingressos de les dates de 30 de setembre de 1991, 14 d'octubre de 1993, 8 d'octubre de 1996 i 27 de març de 2002. Carles-Jordi Guardiola i l'Institut d'Estudis Catalans van completar el fons amb altres ingressos de data del 10 de març de 1994 i 21 de març de 1996, respectivament. El fons conté la documentació generada i rebuda per Carles Riba i Clementina Arderiu, documentació relacionada tant amb la seva activitat personal com amb la seva activitat professional, i en destaquen els aspectes literaris, de caràcter cultural i associatiu. Del conjunt del fons cal subratllar, pel seu interès, la sèrie de la correspondència, especialment la rebuda per Carles Riba.
La seva biblioteca personal es conserva a la Biblioteca de Catalunya.

## Llegat
Clementina Arderiu va ser votada en un procés participatiu realitzat el març del 2010 a Palafrugell com a dona que mereix un carrer.

## Publicacions
- Cançons i elegies (1916)
- L'alta llibertat (1920)
- Poemes (1936)
- Sempre i ara (1946), premi Joaquim Folguera
- Poesies completes (1952)
- És a dir (1968), amb el qual guanyà el premi Óssa Menor i la Lletra d'Or
- L'esperança encara (1968), amb el qual guanyà el premi Crítica Serra d'Or de poesia